# 魏晦先
魏晦先（？—？），字半農，湖南人。清朝政治人物。
光緒十一年九月，接替潘祖棻。擔任江蘇宜興縣知縣。后由孫茂橿接任。他還當過嘉定縣知縣。